# Ceratozetes macromediocris
Ceratozetes macromediocris är en kvalsterart som beskrevs av Shaldybina 1970. Ceratozetes macromediocris ingår i släktet Ceratozetes och familjen Ceratozetidae. Inga underarter finns listade i Catalogue of Life.